# ヴェリア考古学博物館

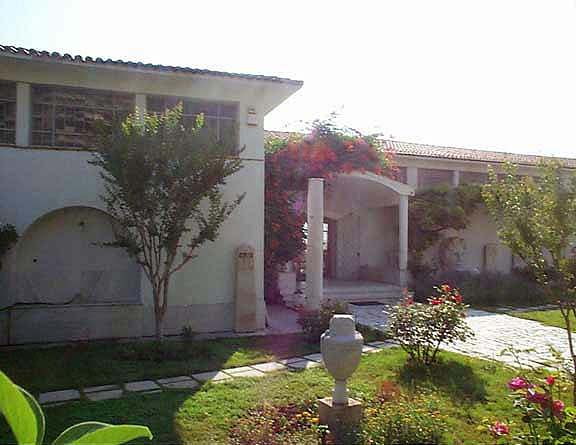
建物外観

ヴェリア考古学博物館（ギリシャ語:Αρχαιολογικό Μουσείο Βέροιας) はギリシャにある博物館。

## 展示内容
博物館の建物は1階にあり、3つの展示室がある。1番目の部屋には、ヘレニズム時代の埋葬セットである花瓶、武器、宝石などが展示されている。2番目の部屋には、ヘレニズム時代の彫刻、碑文、花瓶、置物があり、3番目の部屋には、ローマ時代の彫刻、肖像、置物、宝石がある。

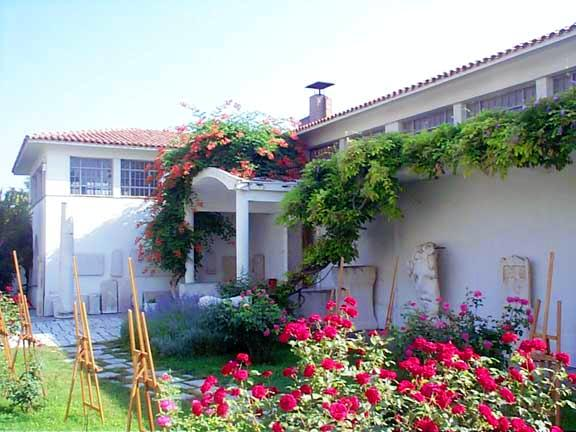
別からの外観
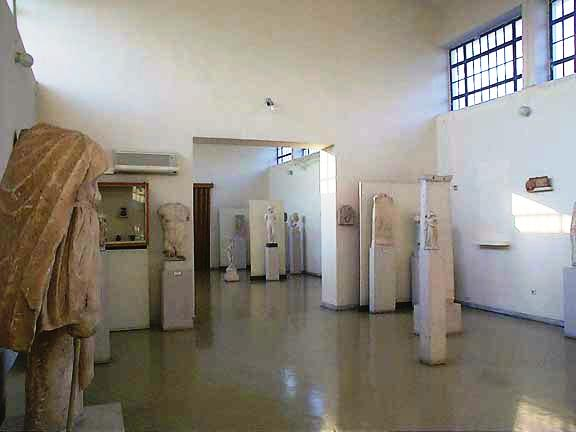
セカンドルームの様子
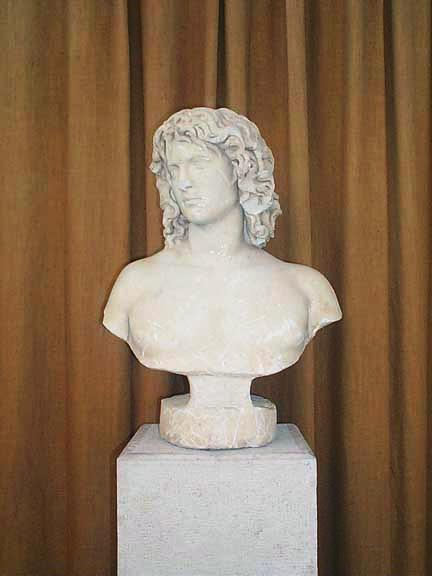
地元の神オルガノス
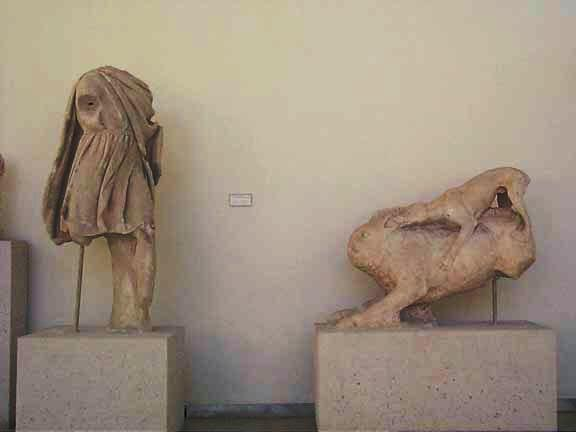
ハンターとイノシシのグループ
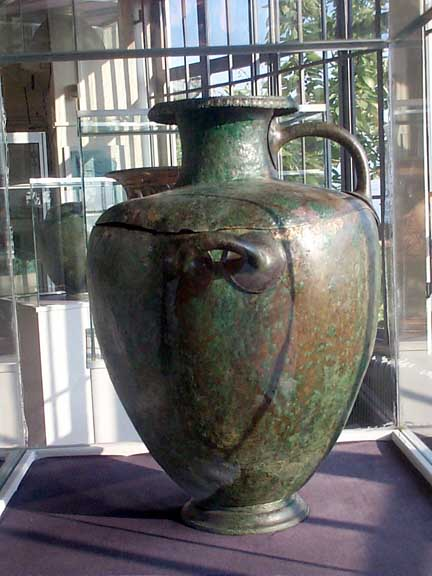
ブロンズ・ハイドリア・カルピス